# 夜汽車よ! ジョージアへ
「夜汽車よ! ジョージアへ」（原題： Midnight Train to Georgia）は、グラディス・ナイト&ザ・ピップスが1973年にカバーし大ヒットした楽曲。ローリング・ストーンの選ぶオールタイム・グレイテスト・ソング500では432位にランクされている。

## 概要
作詞作曲はジム・ウェザリー。オリジナル・タイトルは「Midnight Plane to Houston」。彼の1972年のアルバム『Weatherly』に収録された。シシー・ヒューストンがカバーした際にタイトルが「飛行機」から「列車」に、「ヒューストン」から「ジョージア」に変えられた。ウェザリーの楽曲を管理する出版社がモータウンからブッダ・レコードに移籍して間もないグラディス・ナイト&ザ・ピップスに送り、1973年8月に彼女らのバージョンが世に出ることとなった。プロデューサーを務めたトニー・カミロが編曲も行った。B面は「ウィンドウ・レイジング・グラニー（Window Raisin' Granny）」。
同年10月27日から11月3日にかけて2週連続でビルボード・Hot 100の1位を記録した。またソウル・チャートでも1位を記録。ビルボードの1973年の年間チャート49位を記録し、ゴールドディスクに輝いた。1974年の第16回グラミー賞で「最優秀R&B歌唱賞（デュオまたはグループ）」を受賞した。

## その他のバージョン
- リン・アンダーソン - 1982年のシングル。
- インディゴ・ガールズ - 1995年のライブ・アルバム『1200 Curfews』に収録。
- ジョーン・オズボーン - 2007年のアルバム『Breakfast in Bed』に収録。
- ニール・ダイアモンド - 2010年のアルバム『Dreams』に収録。
- ガース・ブルックス - 2013年のアルバム『Blame It All on My Roots』に収録。
- アレサ・フランクリン - 2014年のアルバム『Aretha Franklin Sings the Great Diva Classics』に収録。